# The Daughter of Gas House Dan
The Daughter of Gas House Dan è un cortometraggio muto del 1917 diretto da Otis Thayer. Prodotto dalla Selig Polyscope Company, aveva come interpreti Frederick Eckhart e Casson Ferguson.

## Produzione
Il film fu prodotto dalla Selig Polyscope Company.

## Distribuzione
Distribuito dalla General Film Company, il film - un cortometraggio in due bobine - uscì nelle sale cinematografiche statunitensi nel maggio 1917.